# Любий друг (альбом)
Любий друг — другий студійний альбом української співачки Христини Соловій, презентований 26 жовтня 2018 року.

## Про альбом
На створення альбому Христину Соловій надихнули власні життєві історії. Саунд-продюсерами платівки, окрім самої Христини, виступили також Мілош Єліч, Павло Литвиненко та Олексій Саранчін.
|                    | Альбом «Любий Друг» – це моя перша добірка авторських пісень. Він натхненний моїми власними історіями та спогадами, ностальгією за ними. Звучання альбому сповнено ностальгійною кіно-атмосферою, а лірика пісень – чуттєвою драматичністю. Щодо стилю, то мені досить важко охарактеризувати жанр власних пісень, але, на мою думку, це є альтернативою традиційній поп-музиці нашої країни |
| — Христина Соловій | |

## Список композицій
| #     | Назва               | Тривалість |
| ----- | ------------------- | ---------- |
| 1.    | «Любий друг»        | 3:38       |
| 2.    | «Хвиля»             | 3:31       |
| 3.    | «Океан»             | 3:46       |
| 4.    | «Шкідлива звичка»   | 4:45       |
| 5.    | «Стежечка»          | 4:05       |
| 6.    | «Про весну»         | 4:07       |
| 7.    | «Оченька мої чорні» | 4:17       |
| 8.    | «Fortepiano»        | 5:20       |
| 9.    | «Хто, як не ти?»    | 3:37       |
| 10.   | «Поки любиш»        | 3:52       |
| 11.   | «Бути людьми»       | 3:59       |
| 44:38 |                     |            |

Музика та слова — Христина Соловій, окрім:
- «Океан» — адаптований переклад вірша Марії Кевліной
- «Шкідлива звичка» і «Про весну» — музика Христини і Євгена Соловій
- «Стежечка» — текст Івана Франка
- «Оченька мої чорні» — українська народна

## Музиканти
- Христина Соловій — вокал, бек-вокал, ударні продюсування та аранжування
- Павло Литвиненко — оркестрова увертюра, рояль, синтезатори, бас-синтезатор, струнні продюсування та аранжування, ударні продюсування та аранжування
- Мілош Єліч — електрогітара
- Микита Юдін — електрогітара
- Денис Швець — ударні, електронні ударні